# Чемпионат Европы по горному бегу 2018
Чемпионат Европы по горному бегу 2018 года прошёл 1 июля в Скопье, столице Македонии. Участники соревновались в дисциплине горного бега «вверх-вниз». Разыгрывались 8 комплектов наград: по 4 в индивидуальном и командном зачётах. Соревнования проходили среди взрослых спортсменов и юниоров (до 20 лет).
Трасса чемпионата была проложена на горе Водно на юго-западной окраине Скопье. Перепад высот на круговой трассе длиной 5,92 км составлял 365 метров. Юниоры и юниорки до 20 лет преодолевали один круг, женщины и мужчины — два.
Соревнования прошли при тёплой и солнечной погоде. На старт вышли 239 бегунов (129 мужчин и 110 женщин) из 28 стран Европы. Каждая страна могла выставить до 4 человек в каждый из 4 забегов, командное первенство подводилось по сумме мест трёх лучших из них.
Третий год подряд в соревнованиях не участвовала сборная России, отстранённая от международных соревнований в ноябре 2015 года из-за допингового скандала.
Мауде Матис из Швейцарии защитила титул чемпионки Европы по горному бегу. С самого старта она единолично захватила лидерство в женском забеге, сразу оторвавшись от остальных участниц. На отметке 2,4 км её отрыв составлял 59 секунд, после чего только увеличивался, достигнув на финише 4 минуты 9 секунд. Это преимущество чемпионки над серебряным призёром стало самым большим в истории чемпионатов Европы по горному бегу. В командном зачёте победу одержала сборная Франции — впервые с 2001 года.
Впервые за время проведения соревнований весь пьедестал в мужском забеге заняли представители одной страны. Данное достижение покорилось бегунам из Италии: Бернард Дематтеис на втором круге смог убежать от преследователей и в третий раз в карьере стал чемпионом Европы, его брат-близнец Мартин завоевал бронзовую медаль, а серебро досталось Чезаре Маэстри. Три призовых места предопределили 22-й успех итальянцев в командном первенстве из 24-х возможных (в завоевании десяти золотых медалей участвовал Бернард Дематтеис). Годом ранее они всего лишь во второй раз в истории турнира не смогли стать чемпионами, а в 2018-м уверенно вернули себе командный титул.
В соревнованиях юниоров Габриэл Буларда из Румынии стал первым бегуном до 20 лет, кто смог защитить звание чемпиона Европы.

## Расписание
| Дата        | Время | Забег   |
| ----------- | ----- | ------- |
| 1 июля 2018 | 09:00 | Юниорки |
| 1 июля 2018 | 10:00 | Юниоры  |
| 1 июля 2018 | 10:45 | Женщины |
| 1 июля 2018 | 12:30 | Мужчины |

Время местное (UTC+2)

## Медалисты
Курсивом выделены участники, чей результат не пошёл в зачёт команды

### Мужчины и юниоры
| Дисциплина                               | Золото                                                                           | Золото   | Серебро                                                                         | Серебро  | Бронза                                                                      | Бронза   |
| ---------------------------------------- | -------------------------------------------------------------------------------- | -------- | ------------------------------------------------------------------------------- | -------- | --------------------------------------------------------------------------- | -------- |
| 11 км перепад высот: +700 м −700 м       | Бернард Дематтеис Италия                                                         | 46.51    | Чезаре Маэстри Италия                                                           | 47.18    | Мартин Дематтеис Италия                                                     | 47.47    |
| 11 км (команды)                          | Италия · Бернард Дематтеис · Чезаре Маэстри · Мартин Дематтеис · Франческо Пуппи | 6 очков  | Великобритания · Эндрю Дуглас · Крис Артур · Максимилиан Николлс · Ник Суинбёрн | 28 очков | Франция · Эмманюэль Месса · Александр Фин · Жюльен Ранкон · Дидье Заго      | 37 очков |
| Юниоры 6 км перепад высот: +365 м −365 м | Габриэл Буларда Румыния                                                          | 25.45    | Джозеф Дагдейл Великобритания                                                   | 25.52    | Джованни Росси Италия                                                       | 25.57    |
| Юниоры 6 км (команды)                    | Великобритания · Джозеф Дагдейл · Юэн Бреннан · Мэттью Маккей · Джош Бойл        | 17 очков | Турция · Юсуф Матур · Ахмет Алканоглу · Хюсейин Джан · Орхан Озтюрк             | 22 очка  | Франция · Тео Детьен · Дилан Рибейро · Франсуа-Жозеф Бове · Адриен Граталуп | 25 очков |

### Женщины и юниорки
| Дисциплина                                | Золото                                                                    | Золото   | Серебро                                                                                | Серебро  | Бронза                                                                       | Бронза   |
| ----------------------------------------- | ------------------------------------------------------------------------- | -------- | -------------------------------------------------------------------------------------- | -------- | ---------------------------------------------------------------------------- | -------- |
| 11 км перепад высот: +700 м −700 м        | Мауде Матис Швейцария                                                     | 52.32    | Анаис Сабрье Франция                                                                   | 56.41    | Эмма Гульд Великобритания                                                    | 57.48    |
| 11 км (команды)                           | Франция · Анаис Сабрье · Элиза Понсе · Клементин Жеффре · Кристель Деваль | 18 очков | Чехия · Люцие Маршанова · Павла Схорная-Матяшова · Адела Странская · Дагмар Рыхновская | 34 очка  | Великобритания · Эмма Гульд · Бронвен Дженкинсон · Кэти Уолшоу · Хайди Дэвис | 39 очков |
| Юниорки 6 км перепад высот: +365 м −365 м | Анджела Маттеви Италия                                                    | 29.30    | Анна Макфадьен Великобритания                                                          | 30.24    | Скарлет Дейл Великобритания                                                  | 30.30    |
| Юниорки 6 км (команды)                    | Италия · Анджела Маттеви · Алессия Скаини · Гайя Колли · Анна Арнаудо     | 12 очков | Великобритания · Анна Макфадьен · Скарлет Дейл · Лорен Диксон · Рози Вудхамс           | 13 очков | Франция · Констанс Парро · Эмма Велла · Маллори Маттана · Манон Кюми         | 27 очков |

## Медальный зачёт
Медали завоевали представители 7 стран-участниц.
 Принимающая страна
| Место | Страна         | Золото | Серебро | Бронза | Всего |
| ----- | -------------- | ------ | ------- | ------ | ----- |
| 1     | Италия         | 4      | 1       | 2      | 7     |
| 2     | Великобритания | 1      | 4       | 3      | 8     |
| 3     | Франция        | 1      | 1       | 3      | 5     |
| 4     | Румыния        | 1      | 0       | 0      | 1     |
| 4     | Швейцария      | 1      | 0       | 0      | 1     |
| 6     | Турция         | 0      | 1       | 0      | 1     |
| 6     | Чехия          | 0      | 1       | 0      | 1     |
| Всего | Всего          | 8      | 8       | 8      | 24    |